# Niederlauterbach
Niederlauterbach é uma comuna francesa na região administrativa de Grande Leste, no departamento Baixo Reno. Estende-se por uma área de 11,14 km². Em 2010 a comuna tinha 985 habitantes (densidade: 88,4 hab./km²).